# Wiesław Kiełbowicz
Wiesław Kiełbowicz (ur. 12 lutego 1954 w Złotoryi) – polski polityk, poseł na Sejm III kadencji z ramienia Akcji Wyborczej Solidarność (członek Ruchu Społecznego AWS). Reprezentował okręg jeleniogórski. W 2001 nie ubiegał się o reelekcję.
W 1978 roku ukończył studia w Instytucie Technologii Chemicznej Politechniki Rzeszowskiej.